# 红军路街道
红军路街道，是中华人民共和国黑龙江省鸡西市鸡冠区下辖的一个乡镇级行政单位。

## 行政区划
红军路街道下辖以下地区：
月秀社区、新华社区、红旗社区和红军社区。